# Reactivo de Millon
El reactivo de Millon es un ensayo químico que sirve para saber si existe tirosina en la solución, si esto es así se genera un precipitado blanco que por calentamiento pasa al rojo carne.

## Preparación

Principio de reacción de Millon.

El reactivo de Millón se prepara disolviendo una parte de mercurio (Hg) en una parte de ácido nítrico (HNO3). De esta forma, la presencia de cantidades relativamente altas de mercurio conduce a la formación de Nitrato de mercurio (I) Hg2(NO3)2 el cual en un medio fuertemente ácido reacciona con el grupo -OH de la tirosina produciendo una coloración roja característica.
Al finalizar la reacción, durante la cual se desprende gran cantidad de óxidos de nitrógeno, el reactivo se puede diluir con dos veces su volumen en agua y deberá ser decantada algunas horas después la solución clara sobrenadante.
Resultados del reactivo de Millon:
La evidencia de este tipo de reacción se dará por la presencia repentina de un anillo fenólico en la muestra como tirosina. 
Se necesita seguir la siguiente secuencia: 
1. En tres tubos de ensayo diferentes, cinco gotas de albúmina al 1%, gelatina al 1% y añadir a cada tubo tres gotas del reactivo de Millon.
2. Mezclar bien y cuando forme un precipitado blanco someter a baño María hasta la aparición de un color rojo que indica como prueba positiva.[1]